# 24a Brigada Mixta (Exèrcit Popular de la República)
La 24a Brigada Mixta va ser una unitat de l'Exèrcit Popular de la República creada durant la Guerra Civil Espanyola. Al llarg de la contesa va estar desplegada en els fronts de Madrid, Aragó, Segre, Ebre i Catalunya.

## Historial
La unitat es va constituir a Jaén el desembre de 1936, sent lliurat el comandament de la nova brigada al comandant d'infanteria Ernesto Güemes Ramos. Estava composta pels Batallons 93, 94, 95 i 96. Com a comissari polític va ser designat Juan Herráiz Benito, del PCE.
La brigada va publicar un periòdic entre 1937 i 1938, Victoria.
Al començament de 1937 la 24a BM va ser traslladada al front del Centre per a participar en una projectada ofensiva sobre Brunete, encara que aquesta finalment no es va dur a terme i la brigada va ser acantonada a Colmenar Viejo. Després del començament de la batalla del Jarama, el 10 de febrer la brigada va ser enviada a la zona de combat i va entrar en combat en el sector situat entre el Pont de Pindoque i San Martín de la Vega. El dia 18 va passar a la reserva. El 13 de març el comandant Francisco Laguna Serrano es va fer càrrec de la unitat, encara que després de la seva mort el 2 d'abril va haver-hi diversos canvis provisionals en el comandament. Durant la batalla de Brunete la 24a BM va romandre en la reserva situada a Torrelodones. Posteriorment es va integrar en la 9a Divisió, dependent del III Cos de l'Exèrcit.
El 12 de setembre de 1937 va dur a terme un assalt en el sector de la Cuesta de la Reina, ocupant cinc trinxeres enemigues i una casa fortificada. L'atac, no obstant això, es va donar per finalitzat el dia 14, retirant-se a les seves posicions inicials. El dia 16 es va traslladar al sud de la carretera de Seseña per a tapar una bretxa oberta en el front.
Entre el 17 i el 23 de març de 1938, després del començament d'una gran ofensiva enemiga al front d'Aragó, la 24a Brigada Mixta —en uns dies formada dins la 16a Divisió amb la 23a i 149a Brigades Mixtes— és enviada al nord del riu Ebre i participa en la defensa de Lleida. Després de la pèrdua de la capital ilerdenca, molt desgastada i amb nombroses baixes, la brigada és traslladada a la rereguarda.
Front del Segre
El dia 11 d'abril a la 16 Divisió li toca realitzar un atac al cap de pont de Seròs, concretament a la Granja d'Escarp, el pes del qual el duu a terme en un primer moment la 24 Brigada Mixta i posteriorment reforçada per les brigades mixtes 23a i 149a amb la protecció del seu foc. Comprovat el resultat positiu de l'operació, el Ministeri de Defensa Nacional i els caps de CE i de Divisió feliciten les forces. Així doncs, dins de la 16 Divisió, la 24a Brigada Mixta acaba cobrint més o menys el cap de pont de Balaguer tot i que entre l'abril i el maig algun dels Batallons de la 24a Brigada Mixta se situen a la reserva a la zona de Torrebesses
Per alleugerir la pressió que hi ha als caps de pont de Balaguer, Seròs, etc., i perquè les forces republicanes passin a l'ofensiva i intentin trencar el front del Segre, cal tindre present que durant aquests dies, entre el 22 i el 29 de maig de 1938, es desfermen diferents atacs a tota la línia d'aquest front per part de les divisions que hi ha. Així doncs, i dins de la 16 Divisió, a les brigades mixtes 24 i 149 els toca donar un cop de mà al seu sector del cap de pont de Seròs juntament amb les brigades mixtes de la 44a Divisió i de la Divisió Mixta o 56a Divisió entre el 22 i el 24 de maig de 1938. Així mateix, a la 23 Brigada Mixta li toca fer el mateix entre el 25 i el 27 de maig de 1938 davant de Vallfogona de Balaguer. Les brigades mixtes 24 i 149 de la 16 Divisió salten des de les trinxeres i intenten travessar el riu Segre, en un lloc conegut com les Barques del Tòfol, una posició situada a poc més d'1 km de la ciutat de Lleida per la part sud-oest, tot aprofitant que al riu hi baixa poca aigua per causa de l'estiatge i perquè els nacionals en retenen el cabal als embassaments de Camarasa, Terradets i Talarn. L'indret el defensa la 4 Bandera de la Legió, i domina també el lloc des del turó de Gardeny el 262 Batalló Nacional. Els nacionals reben els atacants amb un intens foc de metralladora i, finalment, després de combats durant tot el dia, els obliguen a desistir de l'intent quan ja són al mig del riu, en una illeta que deixa el descens del corrent. Els republicans acaben retirant-se, però deixen molts morts i ferits al darrere.
Batalla de l'Ebre
A la fi de juliol està llesta per intervenir en la batalla de l'Ebre, i els dies anteriors a la batalla ja es troba per les immediacions de la Bisbalt de Falset. La nit del 27 a la matinada del 28 de juliol sobre les 05:00 hores del matí, la 24a Brigada Mixta va travessar el riu Ebre per Ascó sota el foc i bombardejos constants de l'aviació enemiga. Entre el 29 i el 30 de juliol s'estira cap a Vilalba dels Arcs per tal de rellevar les brigades 31a i 33a de la 3a Divisió les quals s'havien estavellat davant les defenses del Terç de la Mare de Déu de Montserrat. Les Brigades Mixtes de la 16a Divisió han de fer d'enllaç entre la 3a Divisió que es trobava a Vilalba dels Arcs i la 35a Divisió Internacional que es trobava davant de Gandesa patint ja aferrissats combats. La nit del 30 al 31 de juliol, al voltant de les 06.15 hores, la 24 BM de la 16 Divisió manifesta que ha trencat el dispositiu enemic pel seu sector (nord-est de Gandesa), i que ha ocupat algunes posiciones enemigues, entre d'altres la cota 442. El dia 1 d'agost es registren nous combats per part de la infanteria republicana de la 24a BM juntament amb la 23a i 149a Brigades Mixtes de la 16a Divisió. Els combats són molt intensos per la part dreta del flanc republicà. Grans masses d'aviació enemiga compliquen encara més la seva situació. Els dies 2 i 3 d'agost les Brigades Mixtes de la 16a Divisió es retiren a les seves posicions inicials i és necessari un relleu de les unitats que han estat combatent a primera línia. Entre el 4 i el 7 d'agost no es produeixen accions d'interès, tan sols foc molt intens i de manera constant, tant a Gandesa com a Vilalba dels Arcs, però de posició a posició, i alguns cops de mà d'infanteria, ja que l'enemic de tant en tant tempteja la solidesa de les defenses republicanes mitjançant petits atacs amb la cooperació de moltíssima artilleria. Entre el 8 i el 17 d'agost, la 16a Divisió és rellevada per la 60a Divisió, i passa a acantonar-se a la rereguarda entre Vilalba dels Arcs i Corbera d'Ebre. El dia 19 d'agost comença la tercera contraofensiva franquista i les Brigades Mixtes de la 16a Divisió han de tornar a primera línia a recolzar en els combats a la 84a i 135a Brigades Mixtes. Dins d'aquestes a la 24a BM li toca cobrir les cotes 440, 441 i 426 atansant-se ja cap a Corbera d'Ebre on arriben el dia 20 d'agost. Tant la 23a BM que defensa el Vèrtex Gaeta a la cota 527 i rodalia, com la 149a BM que defensa les cotes 522 a la 488, com la 24a BM, es veuen immerses durant dos dies en una sèrie de combats amb bombardejos d'aviació, artilleria, tancs i infanteria franquista i s'arriba al cos a cos. El dia 22 d'agost, en un dels contraatacs franquistes, aquests arriben fins a l'enllaç entre la 23a BM i la 149a BM i la línia és superada àmpliament, fet que suposa que tota la 16a Divisió es retiri gairebé en desbandada davant l'allau que els cau a sobre. Es produeix una enorme quantitat de morts, ferits, i sobretot presoners i soldats desapareguts. Després d'aquests combats, la 16a Divisió queda gairebé desfeta i s'ha de retirar, ja durant el setembre, a l'altra banda del riu Ebre.
Dies després el mateix tinent coronel Manuel Tagüeña, com a cap del XV Cos d'Exèrcit, faria unes declaracions en què es mostraria descontent amb l'actuació de la 84a Brigada Mixta de la 60a Divisió, amb la 135a BM, així com amb les Brigades Mixtes de la 16a Divisió, ja que creu que una part dels soldats, com ha passat altres vegades en altres unitats, s'han replegat i fugit desordenadament, fet que provoca que bona part dels soldats de la brigades hagin mort o bé els hagin fet presoners.
Campanya de Catalunya
Durant la Campanya de Catalunya no va arribar a realitzar acció ressenyable i es va limitar a retirar-se cap a la frontera francesa.

## Comandaments
Comandants en Cap
- Comandant d'infanteria Ernesto Güemes Ramos;
- Comandant d'infanteria Francisco Laguna Serrano;
- Comandant d'infanteria Antonio Brotóns Gil;
- Comandant d'infanteria José María Enciso Madolell;
- Major de milícies Miguel Ortiz Mora;
- Comandant d'infanteria José Sánchez Ledesma;[7]

Caps d'Estat Major
- capità de milícies Company;
- Capità de milícies Félix Pérez Garrido;[8]

Comissaris
- Juan Herráiz Benito, del PCE;
- Juan Antonio Pla Díez, del PSOE;[7][9]